# France au Concours Eurovision de la chanson 2011
La France a participé au Concours Eurovision de la chanson 2011. Elle a été représentée par Amaury Vassili, un ténor originaire de Rouen, avec la chanson Sognu interprétée intégralement en corse. Le choix a été fait en interne par France Télévisions et rendu public le 4 février 2011.

## Historique

### Processus de sélection
Le 6 décembre 2010, Bruno Berberès, chef de délégation française pour la dixième fois consécutive, a confirmé la participation de la France au Concours Eurovision de la chanson 2011.
Le choix de l'artiste se fera en sélection interne comme les années précédentes. La méthode de sélection pourrait se voir changée en 2012, avec le retour d'une finale nationale.
La chanteuse Shy'm a d'abord été pressentie pour représenter la France en 2011, avant d'être démenti. Puis les noms du ténor Amaury Vassili et de la chanteuse Emma Daumas ont été évoqués. Enfin, le 4 février 2011, la chaîne France 3 a officiellement annoncé le ténor Amaury Vassili, 21 ans, chantant Sognu (Le songe), comme représentant français du Concours pour l'année 2011.
La chanson Sognu a été présentée au public, le 7 mars 2011, sur l'antenne de France 3, dans l'émission de variété Chabada présentée par Daniela Lumbroso.

### En route pour l'Eurovision
Le 9 mai 2011, soit cinq jours avant le concours, France 3 a diffusé, en première partie de soirée, une émission de divertissement réalisée par Didier Froehly intitulée En route pour l'Eurovision et présentée par Laurent Boyer et Catherine Lara, qui sont également les commentateurs français du concours 2011, l'émission parcourt les archives de l'Eurovision. Lors de l'émission, Amaury Vassili a interprété Sognu ainsi que L'Oiseau et l'Enfant en duo avec Marie Myriam. Ses  concurrents suédois Eric Saade et italien Raphael Gualazzi ont également interprété leur titre sur le plateau.

### À l'Eurovision
La France, en tant que membre du Big 5 (ex-Big 4 à la suite de la réintégration de l'Italie en 2011), est directement qualifiée pour la finale du 14 mai 2011.
Les commentateurs pour France 3 sont Laurent Boyer et Catherine Lara.
Amaury Vassili passe en 11e position sur la scène. Au terme du vote finale, il se classe 15e sur 25, avec 82 points. 

#### Points attribués par la France
| 12 points | Suède              |
| 10 points | Bosnie-Herzégovine |
| 8 points  | Roumanie           |
| 7 points  | Israël             |
| 6 points  | Belgique           |
| 5 points  | Slovénie           |
| 4 points  | Estonie            |
| 3 points  | Bulgarie           |
| 2 points  | Danemark           |
| 1 point   | Autriche           |

| 12 points | Espagne            |
| 10 points | Suède              |
| 8 points  | Italie             |
| 7 points  | Danemark           |
| 6 points  | Azerbaïdjan        |
| 5 points  | Bosnie-Herzégovine |
| 4 points  | Moldavie           |
| 3 points  | Allemagne          |
| 2 points  | Hongrie            |
| 1 point   | Royaume-Uni        |

#### Points attribués à la France
| 12 points           | 10 points                       | 8 points               | 7 points                                  | 6 points                    |
| ------------------- | ------------------------------- | ---------------------- | ----------------------------------------- | --------------------------- |
| - Belgique - Grèce  | - Espagne                       |                        | - Chypre                                  | - Croatie                   |
| 5 points            | 4 points                        | 3 points               | 2 points                                  | 1 point                     |
| - Arménie - Ukraine | - Bosnie-Herzégovine - Finlande | - Russie - Saint-Marin | - Albanie - Géorgie - Moldavie - Portugal | - Italie - Lettonie - Malte |